# Odontomyia collina
Odontomyia collina är en tvåvingeart som beskrevs av Frederick Wollaston Hutton 1901. Odontomyia collina ingår i släktet Odontomyia och familjen vapenflugor. Inga underarter finns listade i Catalogue of Life.